# Dark Horse (album của George Harrison)
Dark Horse là album phòng thu thứ năm của nhạc sĩ người Anh George Harrison, được phát hành bởi hãng Apple Records tháng 12 năm 1974 kế tiếp album Living in the Material World. Mặc dù nhận được sự chú ý ngay khi phát hành, Dark Horse được kết hợp với chuyến lưu diễn Bắc Mỹ gây tranh cãi mà Harrison đã tổ chức với nghệ sĩ đồng nghiệp Ravi Shankar vào tháng 11 và 12 năm đó. Đây là chuyến lưu diễn đầu tiên của một thành viên The Beatles kể từ năm 1966. Hoài niệm về ban nhạc của công chúng, cùng với bệnh viêm nhiễm thanh quản của Harrison trong buổi diễn thử và việc lựa chọn đưa Shankar trình diễn phần lớn trong chương trình, dẫn đến những đánh giá gay gắt từ một số nhà phê bình âm nhạc tên tuổi.
Dark Horse được sáng tác và sản xuất trong một giai đoạn đặc biệt của cuộc đời Harrison, khi anh tập trung nhiều sức lực của mình để thành lập nên hãng thu âm Dark Horse Records. Cây viết Simon Leng cho rằng album là "một dạng soap opera, tổng hợp những trò hề của đời sống nhạc rock, những trục trặc hôn nhân, về những người bạn đã mất và cả những lo lắng cá nhân", xuất phát từ việc Harrison ly thân với người vợ Pattie Boyd và cả việc anh tạm thời khép mình vào những đức tin từ những sản phẩm trước đó.
Album có sự tham gia của rất nhiều nghệ sĩ khách mời tên tuổi, bao gồm Tom Scott, Billy Preston, Willie Weeks, Andy Newmark, Jim Keltner, Ringo Starr, Gary Wright và Ronnie Wood với 2 đĩa đơn thành công là "Dark Horse" và "Ding Dong, Ding Dong". Album cho thấy khả năng của Harrison trong việc tiến tới các thể loại nhạc mới là funk và soul. Khi mới ra mắt, Dark Horse không nhận được nhiều đánh giá tích cực. Album nhận được chứng chỉ Vàng từ RIAA không lâu sau khi phát hành, nhưng lại trở thành sản phẩm đầu tiên của Harrison không lọt vào bảng xếp hạng tại Anh. Phần bìa album được thiết kế bởi Tom Wilkes, ghép từ ảnh chụp tập thể lớp của Harrison ở trường nam sinh Liverpool, đặt trên phần nền là dãy Himalaya. Album sau đó được chỉnh âm và tái bản trong box set Apple Years 1968–75, phát hành vào ngày 22 tháng 9 năm 2014.

## Danh sách ca khúc
Tất cả các ca khúc được sáng tác bởi George Harrison, ngoại lệ được ghi chú bên
Mặt A
1. "Hari's on Tour (Express)" – 4:43
2. "Simply Shady" – 4:38
3. "So Sad" – 5:00
4. "Bye Bye, Love" (Felice Bryant, Boudleaux Bryant, Harrison) – 4:08
5. "Māya Love" – 4:24

Side two
1. "Ding Dong, Ding Dong" – 3:40
2. "Dark Horse" – 3:54
3. "Far East Man" (Harrison, Ron Wood) – 5:52
4. "It Is 'He' (Jai Sri Krishna)" – 4:50

Bonus track ấn bản tái bản 2014
1. "I Don't Care Anymore" – 2:44
2. "Dark Horse (Early Take)" – 4:25

## Xếp hạng
| Bảng xếp hạng (1974–75)          | Vị trí |
| -------------------------------- | ------ |
| Australian Kent Music Report     | 47     |
| Austrian Albums Chart            | 10     |
| Canadian RPM Top Albums          | 42     |
| Dutch MegaCharts Albums          | 5      |
| Japanese Oricon LP Chart         | 18     |
| New Zealand Albums Chart         | 29     |
| Norwegian VG-lista Albums        | 7      |
| US Billboard Top LP's & Tape     | 4      |
| West German Media Control Albums | 45     |

## Doanh số
| Quốc gia | Đơn vị | Chứng chỉ | Doanh số |
| -------- | ------ | --------- | -------- |
| Mỹ       | RIAA   | Vàng      | 500,000+ |
| Anh      | BPI    | Bạc       | 60,000+  |

| Quốc gia | Hãng phát hành | Doanh số |
| -------- | -------------- | -------- |
| Nhật Bản | Oricon         | 46,000+  |